# Kawkareik (township)
Kawkareik (birm.: ကော့ကရိတ်မြို့နယ်) – township w Mjanmie, w stanie Karen i dystrykcie Kawkareik.
Według spisu z 2014 roku zamieszkuje tu 220 342 osób, w tym 105 524 mężczyzn i 114 818 kobiet, a ludność miejska stanowi 10,5% populacji.
Na terenie township leżą dwa miasteczka: Kawkareik i Kyondoe oraz 53 jednostki administracyjne czwartego rzędu (village tract), obejmujące następujące wsie:
- An Hpa Gyi: Kyar Inn Kone, Nyaung Pin, Naung Naing, An Hpa Gyi, An Hpa Lay
- An Kaung: An Kaung
- Ah Nauk Bet Kan: Tha Yet Taw, Ah Nauk Bet Kan
- Dauk Pan Lan: Hla Kyaw Kone (Nan Shwe Hmone), Dauk Pa Lan, Thone Set Thone Su, Bawt Daing, Kyaik Tha Laik
- Daw Hpyar: Daw Hpyar (Mon Su), Daw Hpyar (Kayin Su), Kawt Ka Mar, Kawt Kha Mi, Kawt Baw, Kawt Hpa Lut
- Ei Baing: Ywar Tan Shey, Ei Baing, Kyar Yoe Kone, Yae Kyaw
- Haung Tha Yaw: Haung Tha Yaw (Tha/Ma), Haung Tha Yaw, Tha Yet Taw, Ywar Tan Shey
- Hpar Poke: Hpar Poke, Kawt War Shu, Lar Hlyat
- Htee Ka Lay: Mawt Kha Lein, Htee Ka Lay, Tha Kyar, Kawt Htu
- Hit Hpo Zan: Mya Pa Taing Nain, Hit Hpo Zan, Naung Htut Tar, Kawt Hpaung
- Hti Hu Than: Ywar Ka Lay, Hti Hu Than, Auk Ywar
- Inn Gyi: Inn Gyi, Nwar Chan Kone
- Inn Shey: Da Wei Lar, Naung Ta Man, Nyaung Kone, Wea Kin An, Hti Sum, Inn Shey
- Ka Nyin Ka Tai: Ka Nyin Ka Tai
- Kan Ni: Kawt Kar, Kan Ni
- Kawt Bein: Wea Raik, Kawt Pa Lain, Kawt Ka Rut, Kawt Bein, Kawt Mi
- Kawt Go: Kawt Go, Kawt Tar
- Kawt Hlyan: Kawt Ha Lat, Kawt Hlyan, Kawt Khaik
- Kawt Nwe: Myo Haung, Kyauk Sa Yit Kone, Kawt Nwe
- Kawt Pauk: Kawt Don, Kawt Pauk
- Kawt War Le: Ta Dar U, Naung Ta Ma, Kawt War Le
- Kayin Kyauk Hpyar: Kawt Hto Kee, Kawt Kyaik, Kayin Kyauk Hpyar
- Kha Nein Hpaw: Kha Nein Hpaw, Taung Nar, Naung Hin (Kayin Su), Kawt Kyaik
- Kha Yin: Kha Yin, Win Poke, Ta Kone Ka, Maik Ta La Naing, Win Da Lwe
- Kha Yit Kyauk Tan: Mun Hlaing, Kyauk Tan, Kha Yit, Kyaik Kha Bin, Nwar Chan Kone, Kyauk Yae Twin, Kawt Ha Thaw
- Ku Lar Kyauk Hpyar: Myay Ni Kone, Ku Lar Kyauk Hpyar, Me Za Li
- Kyo Baing: Kyo Baing, Kawt Daing, Naung Li, Kawt Thar Su, Kawt La Bo, Nyaung Kone, Kawt Day Chein, Naing Kha Laung
- Kyon Doe Chaung Hpyar: Ohn Ta Pin Ywar Thit, Kawt Ka Thaung, Kyon Doe Chaung Hpyar
- Laung Kaing: Laung Kaing, Naung Ta Lar, Kawt Hpaung, Hpar Kya
- Mi Ka Lon: Mi Ka Lon
- Min Ywar: Kawt Ka Yut, Kawt Gu, Lein Maw Kone, Min Ywar, Hpa Yar Gyi Taun, Paw Kyu Kone, Kawt Hngint
- Mya Pa Taing: Mya Pa Taing, Lan Kho Baing, Naung Mi, Naung Ei Khat, Kawt La Bo, Kawt Ka Laung
- Myauk Kan Ma Yai: Hnget Pyaw Taw, Myauk Kan Ma Yai, Tha Hlwea Htaw, Mar Lar Kone
- Myauk Kyar Inn: Hpone Khar Kone, Myauk Kyar Inn, Win Poke
- Na Bu Hnit Char: Na Bu Hnit Char, Hpa Yar Kone, Naung Hin (Shan Su), Nan Kaw Tay
- Na Bu Ta Khun Taing: Dar Wei Dan, Na Bu Ta Khun Taing, Kan Nar, Noet Paw Hei, Noet Htee Lel, Nan San Yit
- Naung Htet Pan: Htee War Su, Naung Htet Pan, Kawt Su, Khaw Waw
- Naung Kaing: Naung Kaing, Saw Yu (Ah Yu), Shwe Lu Kone, Mi Par Le
- Naung Ta Pwe: Kawt Ka Laung, Naung Ta Pwe
- Paing Yat: Paing Yat, Moke Seik Kone
- Set Ka Wet: Aung Hlaing, Ka Toe Hta, Set Ka Wet
- Ta Tan Ku: Ta Tan Ku, An Ka Law, Ywar Thit, Nan Taw Toe, Yae Lel Kon
- Ta Ri Ta Khaun: Hlaing Tan, Mi Hpa Nyar, Ta Ri Ta Khaun
- Taung Kan Ma Yai: Taung Kan Ma Yai
- Taung Kyar Inn: Kyun Taw, Taung Kyar Inn
- Tha Mein Dut: Khu Ni, Kan Ma Yaik Ka Lay, Tha Mein Dut, Ti Su, Moe War, Win Da Wei
- Tha Pyu (Ka Maw Pi): Thay Khi, Tha Pyu, Ku Lar Chaw, Hlaing Dwei
- Tha Yet Taw: Tha Yet Taw, Htaw Ri, Kyar Inn
- Wea Lit: Wea Lit, Thauk Pein, Hpa Yar Ngoke To, Chaung Waing, Thar Yar Kone
- Win Ka: Win Ka
- Yae Pu Gyi: Hlaing Kwei, Yae Pu Gyi, Lay Taing Ywar Thi, Ngar Taing
- Yae Kyaw Gyi: Ta Dar Kyoe, Yae Kyaw Gyi, Yae Kyaw Lay, Hlaing Wa, Kyaung Shar Kone, Maung Ma Ywar Thit, Thar Yar Kone, Ka Mai Kone
- Yan Koke: Seik Hpu Kone, Yan Koke, Naung Naing, Kan Ma Yar